# Rhinosimus
Rhinosimus es un género de coleóptero de la familia Salpingidae.

## Especies
Las especies de este género son:
- Rhinosimus aeneus
- Rhinosimus alluaudii
- Rhinosimus angusticollis
- Rhinosimus atrellus
- Rhinosimus avus
- Rhinosimus basalis
- Rhinosimus bilunatus
- Rhinosimus bisbimaculatus
- Rhinosimus borbonicus
- Rhinosimus cedri
- Rhinosimus ceylonicus
- Rhinosimus coeruleus
- Rhinosimus cognatus
- Rhinosimus coquerelii
- Rhinosimus corticalis
- Rhinosimus cribrarius
- Rhinosimus darutyi
- Rhinosimus denticollis
- Rhinosimus depressifrons
- Rhinosimus distincticollis
- Rhinosimus dromioides
- Rhinosimus fascipennis
- Rhinosimus fossulatus
- Rhinosimus frater
- Rhinosimus glaber
- Rhinosimus hirtus
- Rhinosimus lautus
- Rhinosimus lecontei
- Rhinosimus lederi
- Rhinosimus lepidulus
- Rhinosimus morishimai
- Rhinosimus nitens
- Rhinosimus oneili
- Rhinosimus ornatus
- Rhinosimus pallidipennis
- Rhinosimus palpalis
- Rhinosimus parallelus
- Rhinosimus perpunctatus
- Rhinosimus piscatorum
- Rhinosimus planirostris
- Rhinosimus quichensis
- Rhinosimus quisquilius
- Rhinosimus ruficollis
- Rhinosimus rugulosus
- Rhinosimus semilaevis
- Rhinosimus simplex
- Rhinosimus soror
- Rhinosimus splendens
- Rhinosimus striolatus
- Rhinosimus tapirus
- Rhinosimus tarsalis
- Rhinosimus unguiculus
- Rhinosimus valdivianus
- Rhinosimus vaulogeri